# Panathinaïkós (basket-ball)
Pour les articles homonymes, voir Panathinaïkós.
Maillots
Le Panathinaïkós AO (en grec Παναθηναϊκός Αθλητικός Όμιλος, Π.Α.Ο. ou simplement Παναθηναϊκός) est un grand club omnisports athénien, comprenant une section basket-ball de premier plan. Cet article concerne cette section basket-ball du « Pana » ; voir Panathinaïkós (football) pour la section football.

## Historique
De nombreuses légendes du basket-ball ont joué au Pana : Fragiskos Alvertis, Dominique Wilkins, Byron Scott, Dino Radja, Dejan Bodiroga, Níkos Gális, Panagiotis Giannakis, Stojko Vranković, Fanis Christodoulou, Antonio Davis, Željko Rebrača, Kóstas Sloúkas entre autres. Ces joueurs, aidés par les meilleurs entraîneurs de leur époque (Željko Obradović, Božidar Maljković), ont fait du Panathinaïkos l'une des équipes les plus victorieuses depuis la fin des années 1990, remportant par la même occasion sept fois l'Euroligue, la plus grande compétition européenne.
En avril 1996, lors du final four à Paris, le Pana devient la première équipe grecque à remporter une Coupe d'Europe des clubs champions, en remportant la finale contre le FC Barcelone 67 à 66 grâce à un contre de Stojko Vranković à l’ultime seconde, pour assurer son premier titre. Cette action a fait l'objet de nombreux commentaires, les images de télévisions ayant montré que le ballon avait d'abord touché le panneau avant d'être enlevé par le joueur grec. En septembre de la même année, le club remporte la Coupe intercontinentale en trois matchs aux dépens des Argentins de l'Olímpia de Venado Tuerto (victoire deux manches à une : 83-89, 83-78, 101-76).
En 2000, le final four de l'Euroligue se dispute en Grèce, à Thessalonique. Le Panathinaïkós y remporte son 2e titre européen en venant à bout du Maccabi Tel-Aviv (73-67). L'année suivante en raison des divergences de position entre la FIBA Europe et l'ULEB, certains clubs grecs, dont le Panathinaïkós, décident de disputer la Suproligue dont la finale se tient à Paris. Le Maccabi tient se revanche face aux verts et blancs : 81-67.
Le Panathinaïkós se ressaisit l'année suivante, en disputant à nouveau l'Euroligue unifiée et remporte à Bologne son troisième sacre européen. Il bat en finale l'équipe qui évolue pourtant à domicile, le Kinder Bologne (89-83). S'ensuivent deux années de disette sans participation au Final Four. Il obtient ensuite une 3e place lors de l'édition 2005 qui se déroule à Moscou.
La saison 2006-2007 présente un objectif important avec le Final Four de Euroligue 2006-2007 qui se déroule à Athènes, dans la salle du Panathinaïkos. Le Trèfle remporte sur le score de 93 à 91 une finale à rebondissements l'opposant aux champions en titre du CSKA Moscou, notamment grâce à une bonne adresse aux lancers-francs (38/46). Dimítris Diamantídis est élu MVP du Final Four.
Lors de la saison 2008-2009, le Final Four de l'Euroligue 2008-2009 se déroule à Berlin, dans l'O2 World Arena. La finale est la même que deux ans auparavant : Panathinaïkos - CSKA Moscou. Le Pana remporte la finale, sur le score de 73 à 71, le tout grâce à une première mi-temps où le Panathinaïkos prend un avantage de 20 points. Vasílios Spanoúlis est élu MVP du Final Four.
Le club est aussi très connu pour ses fervents supporters, qui battent fréquemment les records de remplissage des salles en Euroligue : 20 000 personnes se sont massées dans l'Olympic Indoor Hall le 29 mars 2006 pour le match contre le Benetton Trévise.
En juin 2013, lors du troisième match de la finale contre l'Olympiakós, le match est arrêté à deux minutes de la fin à cause de jets de fumigènes vers son banc par les supporters adverses. Ayant remporté les deux premiers matches et menant 76-72 à ce moment, la fédération a décidé de donner le titre au Panathinaïkos.
En mars 2014, le Panathinaïkos remplace l'entraîneur Argyris Pedoulakis par Fragiskos Alvertis, légende du club qui a remporté l'Euroligue à cinq reprises comme joueur.
Lors de la saison 2013-2014 de l'Euroligue, le Panathinaïkos se qualifie pour les phases éliminatoires mais se trouve opposé en quart de finale au CSKA Moscou qui a l'avantage du terrain. Moscou remporte ses deux rencontres à domicile (dont une en prolongation) et le Panathinaïkos aussi (dont une autre en prolongation) mais au 5e et dernier match de la série qui se déroule à Moscou, le Panathinaïkos est largement battu par le CSKA 74 à 44.
Pour la saison suivante, Alvertis est remplacé par Duško Ivanović. Ivanović est limogé en mai 2015, remplacé à titre intérimaire par Sotiris Manolopoulos (en).
En février 2018, le propriétaire du club, Dimitris Giannakopoulos est banni pour un an des stades de l'Euroligue en raison de ses critiques répétées contre les arbitres de la compétition à laquelle participe le Panathinaïkos. Giannakopoulos menace alors de faire quitter la compétition à son équipe,. En appel, la sanction contre Giannakopoulos est réduite à un bannissement des stades jusqu'à la fin de la saison 2017-2018 mais il reçoit une amende de 60 000 €. Mais Giannakopoulos refuse d'obtempérer et assiste à une rencontre du Panathinaïkos en Euroligue. Il est de nouveau sanctionné d'une amende de 60 000 €. Giannakopoulos accuse ensuite, dans une lettre ouverte, l'Euroligue de favoriser le Fenerbahçe, l'Olympiakos et le Real Madrid en leur donnant un calendrier plus facile et en ne sifflant pas autant leurs fautes que pour les autres équipes,,. Giannakopoulos continue d'ignorer la sanction de l'Euroligue et de venir voir les rencontres de son équipe. Pour cela, il est sanctionné par l'Euroligue d'amendes de 120 000 puis 180 000 euros. Giannakopoulos est aussi sanctionné pour avoir de nouveau critiqué l'arbitrage. L'appel de Giannakopoulos auprès du Tribunal arbitral du sport contre la décision rendue en appel par l'Euroligue est refusé en avril 2018,.
En avril 2018, le Panathinaïkos est battu trois manches à une par le Real Madrid en playoffs de l'Euroligue.
Après une défaite à domicile en juin dans la première manche de la finale du championnat grec face au grand rival de l'Olympiakós, Giannakopoulos annonce que les joueurs seront pénalisés d'un mois de salaire s'ils perdent la finale. L'équipe remporte le titre 3 manches à 2.
En octobre 2018, l'Euroligue sursoit aux condamnations et amendes contre Giannakopoulos en raison de son engagement à ne plus insulter les arbitres et l'organisation. En novembre, Giannakopoulos critique de nouveau les arbitres et reçoit non seulement une nouvelle amende de 30 000 euros mais aussi la révocation du sursis sur ses précédentes amendes (pour 410 000 euros). L'interdiction de présence au stade est toujours en sursis.
Au terme d’un parcours en playoffs sans la moindre défaite, éliminant tour à tour l’Olympiacos, Peristeri et Promitheas, le Panathinaikos remporte le championnat en juin 2019.

## Palmarès
| Compétitions nationales | Compétitions internationales |

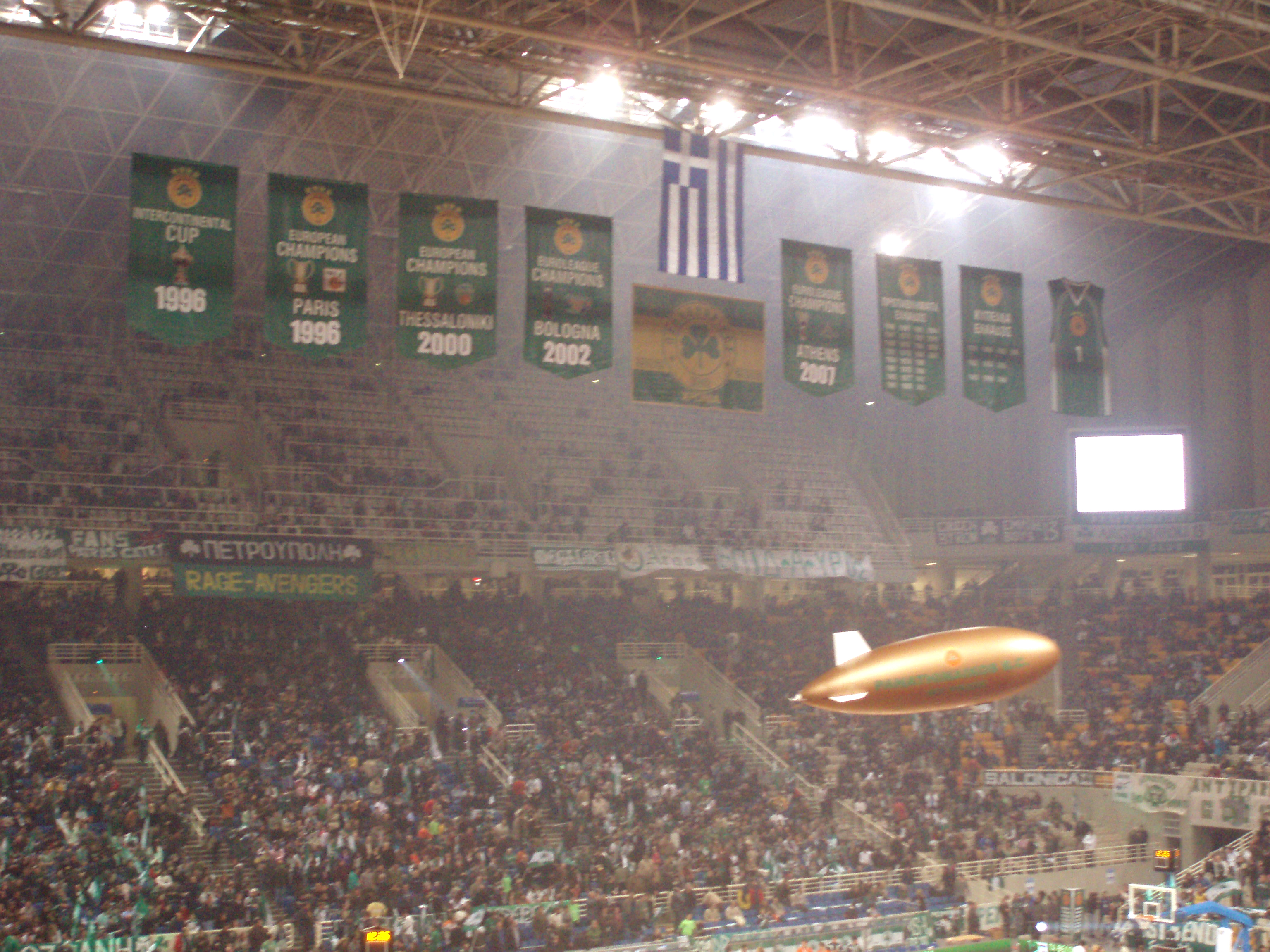
Bannières indiquant le palmarès du club dans l'Olympic Hall.

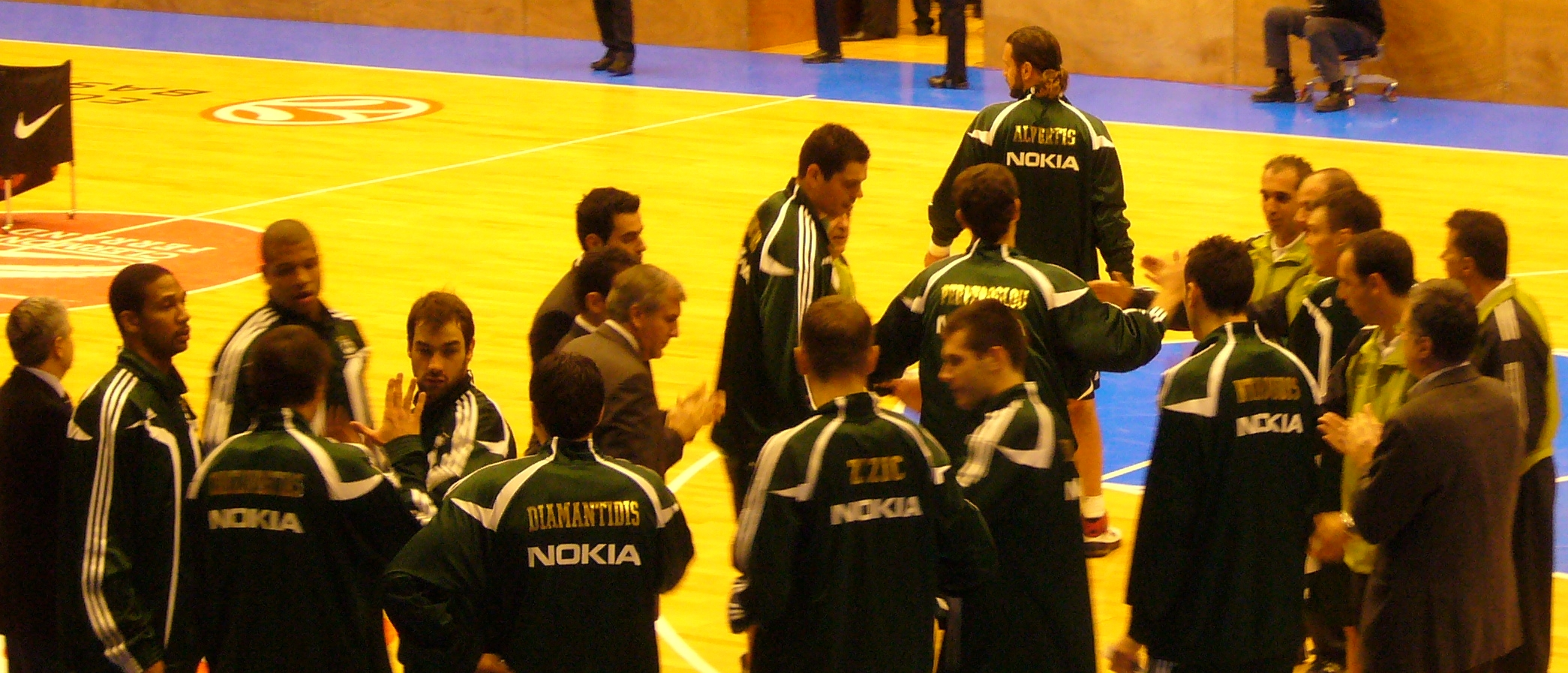
L'équipe lors de l'Euroligue 2007-2008, novembre 2007 à Clermont-Ferrand

| - Champion de Grèce (40) : - Champion : 1946, 1947, 1950, 1951, 1954, 1961, 1962, 1967, 1969, 1971, 1972, 1973, 1974, 1975, 1977, 1980, 1981, 1982, 1984, 1998, 1999, 2000, 2001, 2003, 2004, 2005, 2006, 2007, 2008, 2009, 2010, 2011, 2013, 2014, 2017, 2018, 2019, 2020, 2021, 2024 - Coupe de Grèce (21) : - Vainqueur : 1979, 1982, 1983, 1986, 1993, 1996, 2003, 2005, 2006, 2007, 2008, 2009, 2012, 2013, 2014, 2015, 2016, 2017, 2019, 2021, 2025 - Finaliste : 1985, 2000, 2001, 2010, 2011 | - Euroligue (7) : - Vainqueur : 1996, 2000, 2002, 2007, 2009, 2011 et 2024 - Suproligue : - Finaliste : 2001 - Coupe intercontinentale (1) : - Vainqueur : 1996 |

## Joueurs et personnalités du club

### Entraîneurs successifs
Le tableau suivant présente la liste des entraîneurs du club depuis 1963.
| Rang | Nom                      | Période   |
| ---- | ------------------------ | --------- |
| 1    | Níkos Mílas              | 1963-1965 |
| 2    | Mio Stevanovic           | 1965-1966 |
| 3    | Kóstas Mouroúzis         | 1966-1974 |
| 4    | Richard Dukshire         | 1974-1975 |
| 5    | Konstantinos Anastasatos | 1975-1978 |
| 6    | Kóstas Polítis           | 1978-1982 |
| 7    | Christos Kefalos         | 1982-1984 |
| 8    | Michalis Kyritsis        | 1984-1986 |
| 9    | Kóstas Mouroúzis         | 1986-1987 |

| Rang | Nom                      | Période   |
| ---- | ------------------------ | --------- |
| 10   | Richard Dukshire         | 1987-1988 |
| 11   | Michalis Kyritsis        | 1988-1989 |
| 12   | Christos Iordanidis      | 1989-1991 |
| 13   | Željko Pavličević        | 1991-1993 |
| 14   | Kóstas Polítis           | 1993-1994 |
| 15   | Efthýmis Kioumourtzóglou | 1994-1995 |
| 16   | Božidar Maljković        | 1995-1997 |
| 17   | Slobodan Subotić         | 1997-1998 |
| 18   | / Željko Obradović       | 1997-2012 |

| Rang | Nom                   | Période   |
| ---- | --------------------- | --------- |
| 19   | Argýris Pedoulákis    | 2012-2014 |
| 20   | Frangískos Alvértis   | 2014      |
| 21   | Duško Ivanović        | 2014-2015 |
| 22   | Sotirios Manolopoulos | 2015      |
| 23   | Aleksandar Đorđević   | 2015-2016 |
| 24   | Argýris Pedoulákis    | 2016      |
| 25   | Xavi Pascual          | 2016-2018 |
| 26   | Rick Pitino           | 2019      |
| 27   | Argýris Pedoulákis    | 2019      |

| Rang | Nom                    | Période   |
| ---- | ---------------------- | --------- |
| 28   | Giorgios Vovoras       | 2019      |
| 29   | Rick Pitino            | 2019-2020 |
| 30   | Giorgios Vovoras       | 2020-2021 |
| 31   | Oded Kattash           | 2021      |
| 32   | Dimitrios Priftis (en) | 2021-2022 |
| 33   | Dejan Radonjić         | 2022-2023 |
| 34   | Christos Serelis (en)  | 2023      |
| 35   | Ergin Ataman           | 2023-     |